# Keiko (kendo)
Keiko betyder helt enkelt övning och används ofta i samma betydelse som jigeiko. I sammansatta ord transformeras k i keiko till g: geiko.
Olika typer av keiko som utförs inom kendo är:
- Jigeiko : I denna keikoform övas valfria tekniker utan någon press att vinna. Man brukar vara artig och släppa in partnern om denne gör ett stilren anfall som man inte kan försvara sig mot på ett snyggt sätt.
- Sogo renshu : Detta är en variant på jigeiko i vilken man förväntas öva på tekniker som just har lärts in.
- Shiai geiko : Shiaiträning (tävlingsträning).
- Kakari geiko : En övning i vilken man attackerar så fort som motodachi (motståndaren) har suki (en öppning).
- Uchikomi geiko : En övning för grundhuggen.
- Mitori keiko : Att iakttaga lektionen.
- Mawari geiko : Roterande jigeiko.